# Marian Kiedrzyński (wojskowy)
Marian Kiedrzyński (ur. 2 lutego 1895 w Parznicach, zm. 5 marca 1975 w Częstochowie) – major artylerii Wojska Polskiego, działacz niepodległościowy, kawaler Orderu Virtuti Militari.

## Życiorys
Urodził się 2 lutego 1895 w rodzinnym majątku Parznice, w ówczesnym powiecie radomskim guberni radomskiej, jako syn Józefa (zm. 1902) i Felicji z Cieślikowskich (zm. 1906). Po śmierci matki razem z młodszą siostrą został oddany pod opiekę Adama Kownackiego, właściciela majątku Rożki. W 1905 rozpoczął naukę w gimnazjum rosyjskim w Radomiu, lecz z powodu strajków szkolnych w następnym roku przeniósł się do polskiej Szkoły Handlowej Siedmioklasowej Miejskiej w Radomiu, którą ukończył w maju 1915. W czasie nauki należał do drużyny skautowej oraz konspiracyjnych kółek samokształceniowych.
We wrześniu 1915 został powołany do armii rosyjskiej i wcielony do 33 batalionu zapasowego w Symferopolu. W grudniu tego roku został skierowany do Odeskiej Szkoły Wojskowej (ros. Одесское военное училище). 1 maja 1916, po ukończeniu szkoły, został mianowany chorążym i przeniesiony do 271 zapasowego pułku piechoty (ros. 271-й пехотный запасный полк) w Jekaterynosławiu, w którym pełnił funkcję instruktora, a później komendanta szkoły podoficerskiej. W lipcu 1917 został wysłany na front i wcielony do 16 ładożskiego pułku piechoty. W grudniu tego roku wrócił z frontu do Jekaterynosławia. W sierpniu 1918 wrócił do Radomia, a w październiku tego roku przyjechał do Lwowa, gdzie zapisał się do Szkoły Politechnicznej.
Od listopada 1918 uczestniczył w obronie Lwowa. Walczył na I i II odcinku obrony, a następnie w szeregach 1 pułku strzelców lwowskich i oddziale rotmistrza Romana Abrahama. W 1919, po rozwiązaniu oddziału rtm. Abrahama, został przeniesiony do 6 pułku strzelców polskich, który później został przemianowany na 48 pułk piechoty. W szeregach tego oddziału ochraniał granicę na Górnym Śląsku, a następnie uczestniczył w zajmowaniu Pomorza i wojnie z bolszewikami.
Po zakończeniu działań wojennych pozostał w wojsku i kontynuował służbę w 48 pułku piechoty. W sierpniu 1922, na własną prośbę, został przeniesiony do rezerwy i przydzielony w rezerwie do 48 pp. W październiku tego roku rozpoczął studia na Wydziale Inżynierii Leśnej Szkoły Głównej Gospodarstwa Wiejskiego w Warszawie. W październiku 1923, na własną prośbę, jako oficer rezerwy został powołany do służby czynnej w 48 pp na stanowisku dowódcy kompanii. 8 stycznia 1924 został zatwierdzony w stopniu porucznika ze starszeństwem z 1 czerwca 1919 i 5628. lokatą w korpusie oficerów rezerwy. 23 sierpnia 1924 został przemianowany z dniem 1 lipca 1924 na oficera zawodowego w stopniu porucznika ze starszeństwem z 1 grudnia 1923 i 49. lokatą w korpusie oficerów piechoty. W 1925 został przydzielony do 11 Dywizji Piechoty w Stanisławowie na stanowisko oficera sztabu. W styczniu 1927 został przeniesiony służbowo do 5 pułku artylerii polowej we Lwowie celem przeszkolenia. Od lutego do października tego roku był słuchaczem Szkoły Młodszych Oficerów Artylerii w Toruniu.
W listopadzie 1927 został przeniesiony do korpusu oficerów artylerii z równoczesnym przeniesieniem z 48 pp do 16 pułku artylerii polowej w Grudziądzu. W garnizonie Grudziądz pełnił służbę na kolejnych stanowiskach: oficera ogniowego baterii, dowódcy baterii, adiutanta pułku i dowódcy 1 baterii. 17 grudnia 1931 prezydent RP nadał mu z dniem 1 stycznia 1932 stopień kapitana w korpusie oficerów artylerii i 36. lokatą. We wrześniu 1934 został przeniesiony do Szkoły Podchorążych Piechoty w Komorowie na stanowisko instruktora artylerii II batalionu (starszego rocznika podchorążych). Służbę na tym stanowisku pełnił do sierpnia 1939. W międzyczasie ukończył kurs unifikacyjny w Centrum Wyszkolenia Piechoty w Rembertowie (1937) i kurs dowódców dywizjonów w Centrum Wyszkolenia Artylerii w Toruniu (1938) oraz został awansowany na stopień majora ze starszeństwem z 19 marca 1939 i 42. lokatą w korpusie oficerów artylerii.
W kampanii wrześniowej dowodził 81 dywizjonem artylerii lekkiej. 27 września 1939, po bitwie pod Tomaszowem Lubelskim zakończonej kapitulacją, dostał się do niewoli niemieckiej. Początkowo przebywał w obozach przejściowych, a od 22 maja 1940 do 26 kwietnia 1945 w Oflagu VII A Murnau. W styczniu 1947 rozpoczął służbę w Polskich Kompaniach Wartowniczych. 12 czerwca tego roku objął dowództwo 4070 kompanii w Röthenbach an der Pegnitz. 1 września 1947 wrócił do kraju.
Zmarł 5 marca 1975 i został pochowany na Cmentarzu Kule w Częstochowie (sektor 5, rząd PN, numer 6).

## Ordery i odznaczenia
- Krzyż Srebrny Orderu Wojskowego Virtuti Militari nr 3052 – 10 sierpnia 1922[22][2][23]
- Krzyż Walecznych dwukrotnie[17][24]
- Medal Niepodległości – 9 listopada 1933 „za pracę w dziele odzyskania niepodległości”[25][26][27][28]
- Srebrny Krzyż Zasługi[29]
- Medal Pamiątkowy za Wojnę 1918–1921[2]
- Medal Dziesięciolecia Odzyskanej Niepodległości[2]
- Srebrny Medal za Długoletnią Służbę
- Brązowy Medal za Długoletnią Służbę